# سیارک ۴۵۳۰۰
سیارک ۴۵۳۰۰ (به انگلیسی: 45300 Thewrewk، نامگذاری:2000AF45) چهل و پنج هزار و سیصدمین سیارک کشف شده‌است که در ۱ ژانویه ۲۰۰۰ کشف شد.